# Tríptico John Grandisson
 El tríptico John Grandisson es un tríptico de marfil tallado en Inglaterra alrededor del año 1330 d. C. Desde 1861 forma parte de la colección del British Museum.

## Descripción
Uno de los marfiles ingleses mejor conservados, el tríptico John Grandisson, se realizó entre 1330 y 1340.  Mide 23,8 cm de alto por 20,6 cm de   ancho. El tríptico está compuesto de tres paneles rectangulares de marfil de elefante que se pueden cerrar por dos conjuntos de tres bisagras de plata. El panel central está dividido en dos escenas, con la Coronación de la Virgen arriba y la Crucifixión abajo.  Las hojas izquierda y derecha se dividen de manera similar en dos escenas, con San Pedro y su iglesia y San Esteban con sus piedras en la hoja izquierda, y San Pablo y su espada y Thomas Becket con mitra y báculo en la hoja derecha.  Los lados exteriores también están grabados con el escudo de armas de John Grandisson.  Grandisson consideraba a Beckett como un héroe y había escrito una biografía de él.

## Propiedad original
John Grandisson, obispo de Exeter de 1327–1369, fue un hombre de educación, cultura y capital. Este ejemplo de talla de marfil  es inusual porque está tallado con los emblemas del obispo. Grandisson cambió el escudo de armas de su familia al sustituir una mitra por el águila central normal.  El escudo de armas  significa casi con seguridad que esta obra de arte fue encargada por el obispo Grandisson durante su mandato.  
Antes de que John Webb lo comprara en nombre del Museo Británico en 1861, el tríptico estaba en posesión del príncipe ruso Aleksey Saltykov.  Saltykov lo compró en París a Louis Fidel Debruge-Duménil.